# ストライク・オア・ガター
『ストライク・オア・ガター』は、安藤優による日本の漫画作品。『グランドジャンプ』（集英社）にて、2018年16号から2021年8号にて連載された。

## 登場人物

### 主要人物
畦道 十華（あぜみち とうか）
本作の主人公。高校1年生。
レンズの大きい眼鏡と母親譲りのグラマラスボディが特徴。艶ボクロがある。内気で引っ込み思案な性格。父親を亡くして以降、母子家庭で育ってきた。
ボウラーの腕は確かだが、大のアガリ体質。
仲栗 小弓（なかぐり こゆみ）
十華の親友。高校1年生。
金髪のボブカットに八重歯が特徴。左目に泣きボクロがある。十華とは対照的にスレンダーだが、同時にCカップの美乳を持つ。サバサバした男勝りな性格。
畦道 叶（あぜみち かなえ）
十華の母親。現役有数のプロボウラーであり、同業界のアイドル的存在。39歳。
日本人離れしたグラマラスボディの持ち主。7年前に夫を亡くした未亡人。明るく社交的な性格だが、羞恥心の乏しい大胆な一面もある。
石動 一石（いするぎ いっこく）
十華の師匠、叶の弟子。29歳。
眼鏡をかけた誠実そうな容貌。少年の頃から叶に対し、淡い憧れを抱いている。実はかつて叶と一夜限りの関係を結んだことがある。

### その他
花又（はなまた）
体育教師、ボウリング同好会顧問。実家住まい。妹がいる。
浅黒い肌が特徴。実は百合をこよなく愛する腐女子。
最上 愛己（もがみ あみ）
売り出し中である人気プロボウラー。29歳。自称Gカップの巨乳（本当はDカップ）。
裏表の激しい見栄っ張りな性格。叶のことを強くライバル視している。
鉢窪 乙巴（はちくぼ おとは）
十華の同級生ボウラー。Aカップの貧乳。

## 書誌情報
- 安藤優『ストライク・オア・ガター』集英社〈ヤングジャンプ・コミックス〉、全6巻
  1. 2019年3月19日発売[1]、ISBN 978-4-08-891245-5
  2. 2019年9月19日発売[2]、ISBN 978-4-08-891357-5
  3. 2020年3日19日発売[3]、ISBN 978-4-08-891520-3
  4. 2020年7月17日発売[4]、ISBN 978-4-08-891605-7
  5. 2021年1月19日発売[5]、ISBN 978-4-08-891774-0
  6. 2021年5月19日発売[6]、ISBN 978-4-08-891882-2